# KENFIL ARTS PRODUCTION
KENFIL ARTS PRODUCTION（和文名：ケンフィル・アーツ・プロダクション）は、主に映画、コマーシャルの製作を中心とする制作プロダクションである。映画監督の小野寺昭憲によって創設された。本部は神奈川県川崎市にあり、大阪府、福井県に支部が置かれている。

## 概要

### 本部所在地
- 神奈川県川崎市

### 沿革
- 1996年（平成8年）8月 - 前身であるKENSHOW ONODERA PRODUCTIONを福井県福井市に創設。
- 2004年（平成16年）5月 - 本部を神奈川県川崎市に移転、KENFIL ARTS PRODUCTIONに改称。

### 事業内容
- 劇映画を始めとする映像作品の企画・製作・宣伝・配給事業
- CF、VP、販促用ビデオ等の各種映像制作、映像編集事業
- ウェブ用映像制作、映像編集、エンコーディング、ストリーミング配信事業
- 映画・映像音楽制作、音響・効果音（SE）制作事業
- 前各号に付随する一切の関連業務

## 所属スタッフ

### 本部
- 小野寺昭憲（創設者／映画監督）
- 真理子（代表／エグゼクティヴ・プロデューサー）
- 冨澤敏彦（渉外担当）
- 初海大（俳優）
- 真柴史朗（作曲家）
- 荒木裕子（サウンド・エンジニア）
- 長澤和弘（照明担当）
- 関宏和（プログラマー）

### 大阪支部
- 奥山真吾（シナリオ・ライター）

### 福井支部
- 枡谷拓幸（福井支部長）
- 関妙子（チーフ・プロデューサー）
- 吉村昌和（アソシエイト・プロデューサー）